# Lista de los reyes godos
La lista de los reyes visigodos es un tópico de la historia de la educación en España. Hace referencia a la lista ordenada cronológicamente de treinta y tres reyes del reino visigodo (siglos V al VIII), planteada como una prueba memorística.
La pedagogía progresista utilizó este ejemplo como una prueba de cómo la pedagogía tradicional reducía los contenidos de la asignatura de Historia a la enumeración acrítica de nombres, datos y fechas; negando la utilidad de la memorización pura y dura y llegando a su completa ridiculización.
En la conformación habitual de la lista se obvian discontinuidades y solapamientos. La lista se iniciaba con Ataúlfo que fue el primer rey visigodo que tuvo relación con las entonces provincias romanas de Hispania, que estaban siendo objeto de las invasiones germánicas desde 409, y sobre las que no se estableció de forma más estable el reino visigodo de Toledo hasta el siglo VI, en vez de Atanarico, considerado el primer rey del pueblo godo hacia el año 300. Y se concluía con Rodrigo, al considerar que había perdido el reino.